# Río Glomma

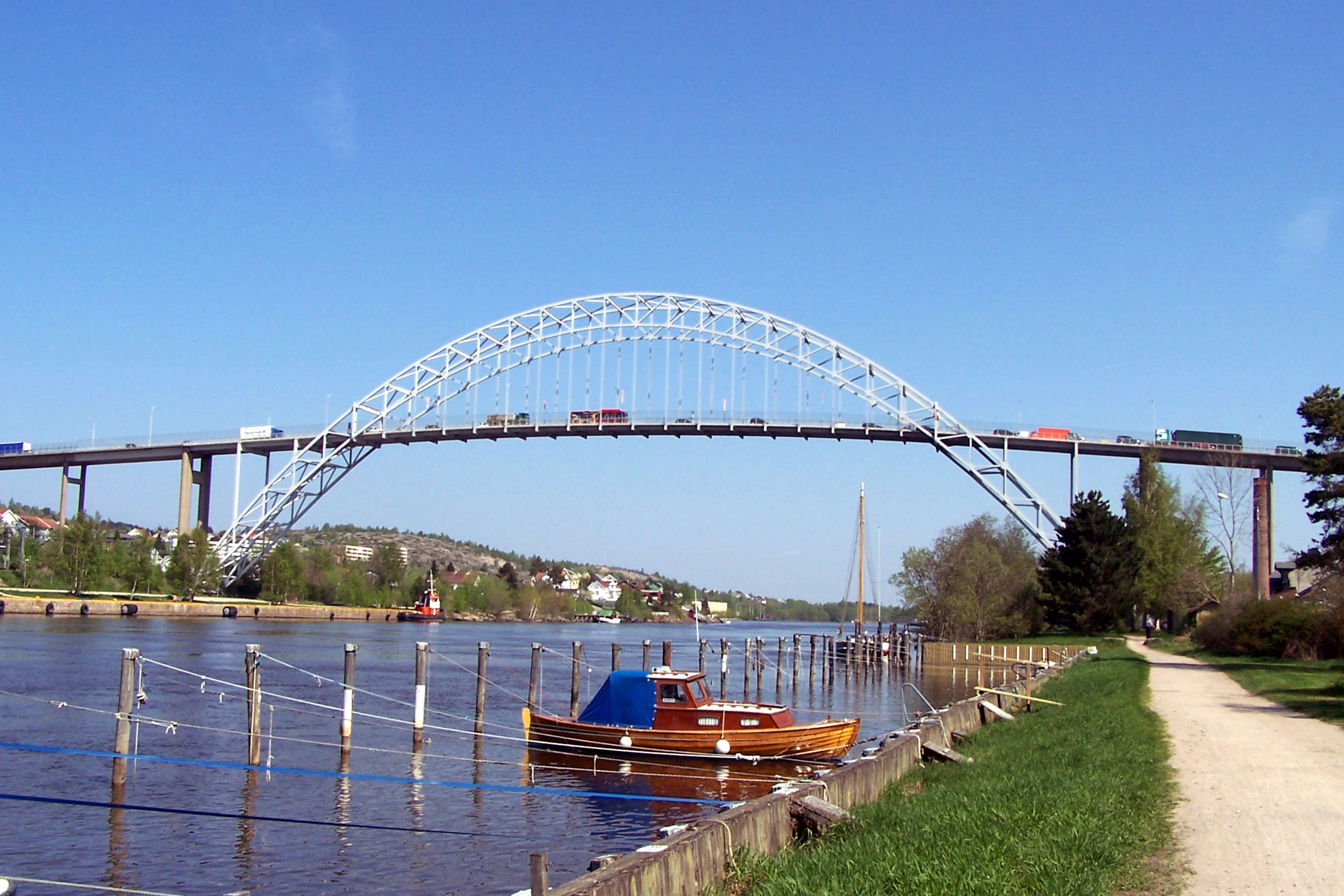
Puente en la boca del río, en Fredrikstad

El río Glomma o Glåma es el río más largo y de mayor caudal de Noruega, con 604 km de longitud y 698 m³/s de caudal medio. Su cuenca, de 42 000 km², comprende el 13 % del total del país, todo ella en la parte sur. Desemboca en la ciudad de Fredrikstad en el fiordo de Oslo, en aguas del Skagerrak, el estrecho marino que comunica el mar del Norte con el mar Báltico.

## Etimología
El nombre de Glomma se utiliza en los condados de Østfold y Akershus. En los condados de Hedmark y Trøndelag el río es llamado Glåma. El nombre es muy antiguo y el significado desconocido. Asimismo, existen varios lugares que reciben su nombre del río, como por ejemplo Glåmdal y Glåmos.

## Curso
El río Glomma nace en el lago Aursunden, cerca de Røros, en el condado de Trøndelag y recorre algo más de 600 km hasta el fiordo de Oslo, desembocando en Fredrikstad. Sus principales afluentes son el Vorma, que nace en el lago Mjøsa y desemboca en el Glomma en el municipio de Nes, Akershus.
Debido a su paso por algunos de los distritos forestales más ricos de Noruega, históricamente es el río más utilizado para el transporte de troncos. La combinación entre un gran número de materias primas, la energía hidráulica y el fácil transporte a lo largo de los siglos, ha alimentado la instalación de industrias alrededor del río. Algunas de las industrias de fabricación y transformación más grandes de Noruega se encuentran en torno a su desembocadura, donde el suministro de madera y la obtención de energía hidroeléctrica cuentan con unas excelentes instalaciones portuarias.
En la parte superior del valle del Glomma, las explotaciones se encuentran a unos 500 m de altitud, algo inferior a la de Gudbrandsdal, lo que refleja el clima más frío. La vegetación arbórea cuenta con bosques de abedules, elevándose hasta los 900 m de altitud en Østerdal.
La parte superior de los valles fluviales noruegos suelen tener nombres distintivos que son vestigios de las diferencias culturales del pasado, como por ejemplo los estilos de construcción, la ropa o el bunad tradicional y la artesanía. La parte superior del valle del Glomma es el Østerdal.
Al entrar en el lago Øyeren, en Fetsund, el Glomma forma el delta interior más grande de Europa, que alcanza incluso el lado opuesto del lago. Parte de la gran cantidad de cieno que deposita el Glomma en el lago Øyeren se utiliza para la fabricación de bloques de arlita destinados a la construcción y muy utilizado en el país nórdico.